# Ebaka
Ebaka est un village du Cameroun situé dans la région de l'Est et le département du Lom-et-Djérem. Il fait partie de l'arrondissement (commune) de Bélabo.

## Population
En 1966-1967, Ebaka comptait 180 habitants, principalement des Bobilis. Lors du recensement de 2005, on y a dénombré 70 personnes.

## Environnement
En 1962, Franciscus Jozef Breteler y découvrit une nouvelle espèce de plantes de la famille des Melastomataceae, nommée Memecylon breteleranum en son honneur.